# It Always Will Be
It Always Will Be è un album in studio del cantante di musica country statunitense Willie Nelson, pubblicato nel 2004.

## Tracce
Tutti i brani sono di Willie Nelson, eccetto dove indicato.
1. It Always Will Be – 4:11
2. Picture in a Frame (Tom Waits, Kathleen Brennan) – 3:39
3. The Way You See Me (Rusty Adams, Jimmy Day) – 4:21
4. Be That as It May (Paula Nelson) (Duetto con Paula Nelson) – 3:29
5. You Were It – 4:28
6. Big Booty (Sonny Throckmorton) – 3:03
7. I Didn't Come Here (And I Ain't Leavin') (Scotty Emerick, Michael Smotherman) – 3:10
8. My Broken Heart Belongs to You (David Anderson, Willie Nelson) – 2:26
9. Dreams Come True (J.C. Hopkins) (Duetto con Norah Jones) – 4:35
10. Over Time (Lucinda Williams) (Duetto con Lucinda Williams) – 3:45
11. Tired (Chuck Cannon, Toby Keith) – 4:19
12. Love's the One and Only Thing (Scotty Emerick, Dave Loggins) – 3:34
13. Texas – 3:55
14. Midnight Rider (Gregg Allman, Richard Payne) (Duetto con Toby Keith) – 3:00